# وهابا
وهابا هي قرية تقع في إقليم ألبا في رومانيا.

## السكان
حسب إحصائيات 2002 بلغ عدد سكان القرية 920 نسمة.